# Crljenac
Crljenac (izvirno srbsko Црљенац) je naselje v Srbiji, ki upravno spada pod Občino Malo Crniće; slednja pa je del Braničevskega upravnega okraja.

## Demografija
V naselju, katerega izvirno (srbsko-cirilično) ime je Црљенац, živi 794 polnoletnih prebivalcev, pri čemer je njihova povprečna starost 44,8 let (43,1 pri moških in 46,3 pri ženskah). Naselje ima 286 gospodinjstev, pri čemer je povprečno število članov na gospodinjstvo 3,39.
To naselje je, glede na rezultate popisa iz leta 2002, večinoma srbsko.
|  |

| Demografija | Demografija     | Demografija     |
| Leto        | Št. prebivalcev | Št. prebivalcev |
| ----------- | --------------- | --------------- |
|             |                 |                 |
|             |                 |                 |
|             |                 |                 |
|             |                 |                 |
| 1948        | 1881            |                 |
| 1953        | 1836            |                 |
| 1961        | 1804            |                 |
| 1971        | 1721            |                 |
| 1981        | 1571            |                 |
| 1991        | 1373            | 1112            |
| 2002        | 1219            | 969             |
|             |                 |                 |

| Etnična sestava po popisu iz leta 2002 | Etnična sestava po popisu iz leta 2002 | Etnična sestava po popisu iz leta 2002 | Etnična sestava po popisu iz leta 2002 | Etnična sestava po popisu iz leta 2002 |
| -------------------------------------- | -------------------------------------- | -------------------------------------- | -------------------------------------- | -------------------------------------- |
| Srbi                                   | Srbi                                   |                                        | 850                                    | 87,71%                                 |
| Romi                                   | Romi                                   |                                        | 80                                     | 8,25%                                  |
| Vlahi                                  | Vlahi                                  |                                        | 4                                      | 0,41%                                  |
| Makedonci                              | Makedonci                              |                                        | 3                                      | 0,30%                                  |
| Romuni                                 | Romuni                                 |                                        | 2                                      | 0,20%                                  |
| Jugoslovani                            | Jugoslovani                            |                                        | 1                                      | 0,10%                                  |
| Neznano                                | Neznano                                |                                        | 25                                     | 2,57%                                  |